# Saison 2013 de l'équipe cycliste Wallonie-Bruxelles
La saison 2013 de l'équipe cycliste Wallonie-Bruxelles est la troisième de cette équipe, et la première saison sous ce nom.

## Préparation de la saison 2013

### Sponsors et financement de l'équipe
Les partenaires principaux étaient la Fédération Wallonie-Bruxelles (la Communauté française de Belgique) et son service ADEPS. La banque Crelan (anciennement Crédit agricole Belgique) ne donne plus encore son nom à l'équipe, comme les années précédentes, mais était encore un sponsor. Autres sponsors et partenaires étaient, entre autres, l'entreprise de routes TRBA, Eddy Merckx Cycles et la loterie nationale (Lotto).

### Arrivées et départs
| Arrivées         | Équipe 2012         |
| ---------------- | ------------------- |
| Maxime Anciaux   | Idemasport-Biowanze |
| Antoine Demoitié | Idemasport-Biowanze |
| Julien Stassen   | Idemasport-Biowanze |

| Départs            | Équipe 2013      |
| ------------------ | ---------------- |
| Philippe Legrand   |                  |
| Christophe Prémont | Crelan-Euphony   |
| Robin Stenuit      | Ottignies-Perwez |
| Kevin Thome        | Verandas Willems |

## Coureurs et encadrement technique

### Effectif
| Cycliste          | Date de naissance | Nationalité | Équipe 2012                        |
| ----------------- | ----------------- | ----------- | ---------------------------------- |
| Maxime Anciaux    | 28 décembre 1990  | Belgique    | Idemasport-Biowanze                |
| Quentin Bertholet | 18 février 1987   | Belgique    | Wallonie Bruxelles-Crédit agricole |
| Olivier Chevalier | 27 février 1990   | Belgique    | Wallonie Bruxelles-Crédit agricole |
| Antoine Demoitié  | 16 octobre 1990   | Belgique    | Idemasport-Biowanze                |
| Tom Dernies       | 22 novembre 1990  | Belgique    | Wallonie Bruxelles-Crédit agricole |
| Jonathan Dewitte  | 24 août 1988      | Belgique    | Wallonie Bruxelles-Crédit agricole |
| Boris Dron        | 17 mars 1988      | Belgique    | Wallonie Bruxelles-Crédit agricole |
| Jonathan Dufrasne | 2 août 1987       | Belgique    | Wallonie Bruxelles-Crédit agricole |
| Laurent Évrard    | 22 septembre 1990 | Belgique    | Wallonie Bruxelles-Crédit agricole |
| Christian Patron  | 22 septembre 1988 | Belgique    | Wallonie Bruxelles-Crédit agricole |
| Fabio Polazzi     | 4 mai 1989        | Belgique    | Wallonie Bruxelles-Crédit agricole |
| Julien Stassen    | 20 octobre 1988   | Belgique    | Idemasport-Biowanze                |
| Justin Van Hoecke | 9 août 1989       | Belgique    | Wallonie Bruxelles-Crédit agricole |

## Bilan de la saison

### Victoires
| Date       | Course                           | Pays     | Classe | Vainqueur         |
| ---------- | -------------------------------- | -------- | ------ | ----------------- |
| 09/05/2013 | Tour du Limbourg                 | Belgique | 1.2    | Olivier Chevalier |
| 10/08/2013 | 3eb étape du Tour de Szeklerland | Roumanie | 2.2    | Fabio Polazzi     |

### Classement UCI

#### UCI Europe Tour
L'équipe Wallonie-Bruxelles termine à la trente-cinquième place de l'Europe Tour avec 392 points. Ce total est obtenu par l'addition des points des huit meilleurs coureurs de l'équipe au classement individuel,.
| Rang  | Coureur           | Points |
| ----- | ----------------- | ------ |
| 109   | Boris Dron        | 108    |
| 182   | Antoine Demoitié  | 77     |
| 191   | Tom Dernies       | 74     |
| 221   | Olivier Chevalier | 65     |
| 396   | Laurent Évrard    | 36     |
| 703   | Maxime Anciaux    | 12     |
| 728   | Julien Stassen    | 12     |
| 899   | Fabio Polazzi     | 8      |
| 928   | Justin Van Hoecke | 7      |
| 1 025 | Jonathan Dufrasne | 5      |